# Linia kolejowa nr 95
Linia kolejowa nr 95 – pierwszorzędna, w większości dwutorowa, zelektryfikowana linia kolejowa znaczenia państwowego łącząca stację Kraków Mydlniki ze stacją Podłęże. Wchodzi w skład kolei obwodowej w Krakowie jako tzw. duża obwodnica.

## Przebieg
Linia rozpoczyna bieg na rozjeździe nr 9 na stacji Kraków Mydlniki i odgałęzia się od linii kolejowej Dąbrowa Górnicza Ząbkowice – Kraków Główny. Około 200 metrów dalej od linii odchodzi linia kolejowa Kraków Mydlniki – Kraków Bieżanów, która biegnie równolegle do przystanku Kraków Bronowice. Na rozjeździe nr 51 (sterowanym z Mydlnik) rozpoczyna się tor nieparzysty linii, a dalej biegnie w kierunku północno-wschodnim przez Azory oraz Górkę Narodową. Następnie linia przebiega nad linią kolejową Warszawa Zachodnia – Kraków Główny i biegnie do stacji Kraków Batowice. Tuż przed stacją – na wysokości ul. Reduta – w przyszłości ma powstać przystanek Kraków Prądnik Czerwony.
Od Krakowa Batowic linia biegnie w kierunku południowo-wschodnim, gdzie na posterunku odgałęźnym Dłubnia styka się z linią kolejową Raciborowice – Dłubnia. Potem linia prowadzi równolegle do linii kolejowej Kraków Nowa Huta NHB – Kraków Krzesławice, przez przystanek Kraków Lubocza, do stacji Kraków Nowa Huta. Za stacją odgałęziają się linia kolejowa Kraków Nowa Huta NHA – Kraków Nowa Huta NHC oraz linia kolejowa Kraków Nowa Huta NHA – Kraków Nowa Huta NHD wchodzące w skład pętli nawrotowej dla stacji. za pętlą linia kieruje się na południe przez posterunek odgałęźny Kościelniki, gdzie styka się z linią kolejową Kraków Nowa Huta NHE – Kościelniki T1001 oraz linią kolejową Kościelniki – Kraków Nowa Huta NHB T1002.
Linia przechodzi nad Wisłą w okolicach Przylasku Rusieckiego. Zaraz za mostem zlokalizowany był przystanek Podgrabie Wisła. Dalej zaplanowane jest zbudowanie posterunku odgałęźnego oraz nowej linii kolejowej (linia kolejowa Podg Podłęże R301 – Balachówka) prowadzącej do linii kolejowej Podg Podłęże R401 – Tymbark, która ma usprawnić połączenie z Zakopanem oraz Krynicą-Zdrojem. Następnie linia przechodzi przez dawny posterunek odgałęźny Podgrabie Wisła (obecnie sterowanie rozjazdów jest prowadzone z Podłęża), gdzie odgałęzia się linia kolejowa Podłęże R201 – Podłęże R101. Linia skręca w kierunku wschodnim do stacji Podłęże, gdzie kończy bieg na rozjeździe 25 i styka się z linią kolejową Kraków Główny – Medyka.
Linia jest podzielona na 6 odcinków:
- A: Kraków Mydlniki – Kraków Batowice (od -0,273 do 10,751)
- B: Kraków Batowice – Dłubnia (od 10,751 do 13,159)
- C: Dłubnia – Kraków Nowa Huta (od 13,159 do 21,630)
- D: Kraków Nowa Huta – Kraków Kościelniki (od 21,630 do 25,224)
- E: Kościelniki – Podłęże R201 (od 25,224 do 31,389)
- F: Podłęże R201 – Podłęże (od 31,389 do 34,316).

## Historia
Linia powstała w latach 50. XX wieku, a jej wybudowanie należy łączyć z budową Nowej Huty w celu umożliwienia dojazdu pociągów dowożących m.in. węgiel ze Śląska do Kombinatu Metalurgicznego Huty im. W. Lenina (obecnie ArcelorMittal Poland Oddział w Krakowie). Elektryfikacja krakowskiego węzła kolejowego, rozpoczęta w 1959 roku, od razu objęła dużą obwodnicę towarową – początkowo zelektryfikowano odcinek Kraków Mydlniki – Kraków Nowa Huta, a elektryfikację dalszej części zakończono 23 grudnia 1961 roku.
Linia nr 95 na odcinku Kraków Mydlniki – Kraków Nowa Huta od 2006 do 2012 roku funkcjonowała jako linia jednotorowa; na odcinku Mydlniki – Batowice konieczny był jej kapitalny remont. Remontu doczekał się most na Wiśle w Podgrabiu. Ze względu na pogarszający się stan techniczny konieczne było wprowadzenie ograniczeń prędkości, zwłaszcza rejonie stacji Kraków Nowa Huta i posterunku odgałęźnego Kościelniki. 15 grudnia 2016 ogłoszono przetarg na remont linii nr 95 na odcinku Kraków Batowice – Dłubnia – Kraków Nowa Huta wraz z remontem linii kolejowej Raciborowice – Dłubnia i przywróceniem prędkości do 100 km/h. Wykonawcą robót była firma Swietelsky. 24 maja 2017 rozstrzygnięto przetarg na modernizację stacji Kraków Nowa Huta i rejonu posterunku Kościelniki. W wyniku tych wszystkich prac prędkość szlakowa wzrosła dla pociągów pasażerskich do 100 km/h i 80 km/h dla towarowych.

## Charakterystyka techniczna
Linia w całości jest klasy D3, maksymalny nacisk osi wynosi 221 kN dla lokomotyw oraz wagonów, a maksymalny nacisk liniowy wynosi 71 kN (na 1 metr bieżący toru). Sieć trakcyjna, w zależności od odcinka, jest typu C120-2C, SKB95-2C lub YC120-2CS150 oraz jest przystosowana w zależności od odcinka do maksymalnej prędkości od 110 km/h do 200 km/h, obciążalność prądowa wynosi od 1650 do 2730 A, a minimalna odległość między odbierakami prądu wynosi 20 m. Linia wyposażona jest w elektromagnesy samoczynnego hamowania pociągów.
Na linii zostały wprowadzone ograniczenia w związku z niezachowaną skrajnią budowli linii kolejowej – nieodpowiednia odległość wiaduktów oraz semafora od osi toru
Linia dostosowana jest, w zależności od odcinka, do prędkości od 30 km/h do 100 km/h, a jej prędkość konstrukcyjna wynosi 100 km/h. Obowiązują następujące prędkości maksymalne dla pociągów:
| kilometraż | kilometraż | pociągi pasażerskie                      | autobusy szynowe i EZT                   | pociągi towarowe                         |
| od         | do         | Tor nieparzysty (kierunek: Podłęże)      | Tor nieparzysty (kierunek: Podłęże)      | Tor nieparzysty (kierunek: Podłęże)      |
| 2,586      | 11,273     | 80                                       | 80                                       | 60                                       |
| 11,273     | 19,769     | 100                                      | 100                                      | 80                                       |
| 19,769     | 21,700     | 30                                       | 30                                       | 30                                       |
| 21,700     | 24,740     | 50                                       | 50                                       | 50                                       |
| 24,740     | 31,495     | 100                                      | 100                                      | 80                                       |
| 31,495     | 33,857     | 50                                       | 50                                       | 50                                       |
| od         | do         | Tor parzysty (kierunek: Kraków Mydlniki) | Tor parzysty (kierunek: Kraków Mydlniki) | Tor parzysty (kierunek: Kraków Mydlniki) |
| -0,273     | 1,980      | 60                                       | 60                                       | 60                                       |
| 1,980      | 11,230     | 70                                       | 70                                       | 60                                       |
| 11,230     | 20,446     | 100                                      | 100                                      | 80                                       |
| 20,446     | 21,700     | 30                                       | 30                                       | 30                                       |
| 21,700     | 25,402     | 50                                       | 50                                       | 50                                       |
| 25,402     | 32,740     | 100                                      | 100                                      | 80                                       |
| 32,740     | 34,316     | 50                                       | 50                                       | 50                                       |

Linia w całości została ujęta w kompleksową i bazową towarową sieć transportową TEN-T oraz sieć międzynarodowych linii transportu kombinowanego (AGTC). Linia na odcinku 13,069 – 33,857 wchodzi w skład Bursztynowego Kolejowego Korytarza Towarowego nr 11.

## Ruch pociągów
Oprócz ruchu towarowego prowadzony był także ruch pociągów pasażerskich – od 18 maja 1952 roku aż do rozkładu 1998/1999. W ostatnim rozkładzie jazdy zaplanowano 3 pary pociągów obsługiwanych przez EZT. Deklarowany czas jazdy wynosił od 40 minut do 1 h 12 minut. W latach 60. z Batowic do Podłęża przez Nową Hutę kursowało 6 par pociągów pasażerskich. W 1968 roku otwarty został przystanek Kraków Lubocza, a w 1977 Podgrabie Wisła. W rejonie stacji Kraków Nowa Huta powstał także przystanek służbowy Kraków Nowa Huta Północ. W 1989 roku do Nowej Huty docierało 7 par pociągów od strony Krakowa Głównego, natomiast w kierunku Podłęża wyjeżdżało kolejnych 7 par, z których 5 kursowało do Niepołomic. W nocy kursował także pociąg pospieszny relacji Warszawa Główna Osobowa – Zakopane, prowadzący raz w tygodniu wagony do przewozu samochodów. Pociąg ten omijał Kraków Główny; zatrzymywał się natomiast na stacji Kraków Nowa Huta. W 1998 roku kursowały już tylko 3 pary pociągów osobowych relacji Kraków Główny – Podłęże i był to ostatni rok kursowania pociągów lokalnych na linii 95. Po 29 maja 1999 roku pozostały już tylko pociągi służbowe kursujące dookoła z Krakowa Głównego przez Nową Hutę i łącznicę w Rudzicach lub zmieniające czoło na stacji w Podłężu. Pociągi te ostatecznie przestały kursować ze zmianą rozkładu w grudniu 2009 roku.
Od 2009 roku do 2018 roku linia była wykorzystywana wyłącznie przez pociągi towarowe. W związku z modernizacją odcinka Kraków Główny – Kraków Płaszów linia jest wykorzystywana przez część pociągów pasażerskich omijających wymienione stacje – z wjazdem do Krakowa Głównego i zmianą czoła pociągu.
Regularny ruch pasażerski został wznowiony 11 marca 2018 roku.

## Infrastruktura

### Posterunki ruchu i punkty ekspedycyjne
Na linii znajduje się 6 różnych punktów eksploatacyjnych, w tym 4 stacji kolejowych i 5 przystanków.
| Rodzaj i nazwa                | Zdjęcie | Liczba peronów | Liczba krawędzi peronowych | Infrastruktura                                     |
| stacja Kraków Mydlniki ♿︎     |         | 2              | 4                          | - przejście pod torami - informacja dla podróżnych |
| przystanek Kraków Bronowice   |         | 4              | 4                          | - przejście pod torami - informacja dla podróżnych |
| stacja Kraków Batowice        |         | 2              | 3                          |                                                    |
| przystanek Kraków Piastów     |         | 3              | 4                          |                                                    |
| przystanek Kraków Lubocza     |         | 2              | 3                          |                                                    |
| stacja Kraków Nowa Huta       |         | 1              | 2                          |                                                    |
| przystanek Kraków Kościelniki |         | 2              | 2                          |                                                    |
| przystanek Kraków Przylasek   |         | 2              | 2                          |                                                    |
| stacja Podłęże                |         | 2              | 3                          |                                                    |

## Galeria

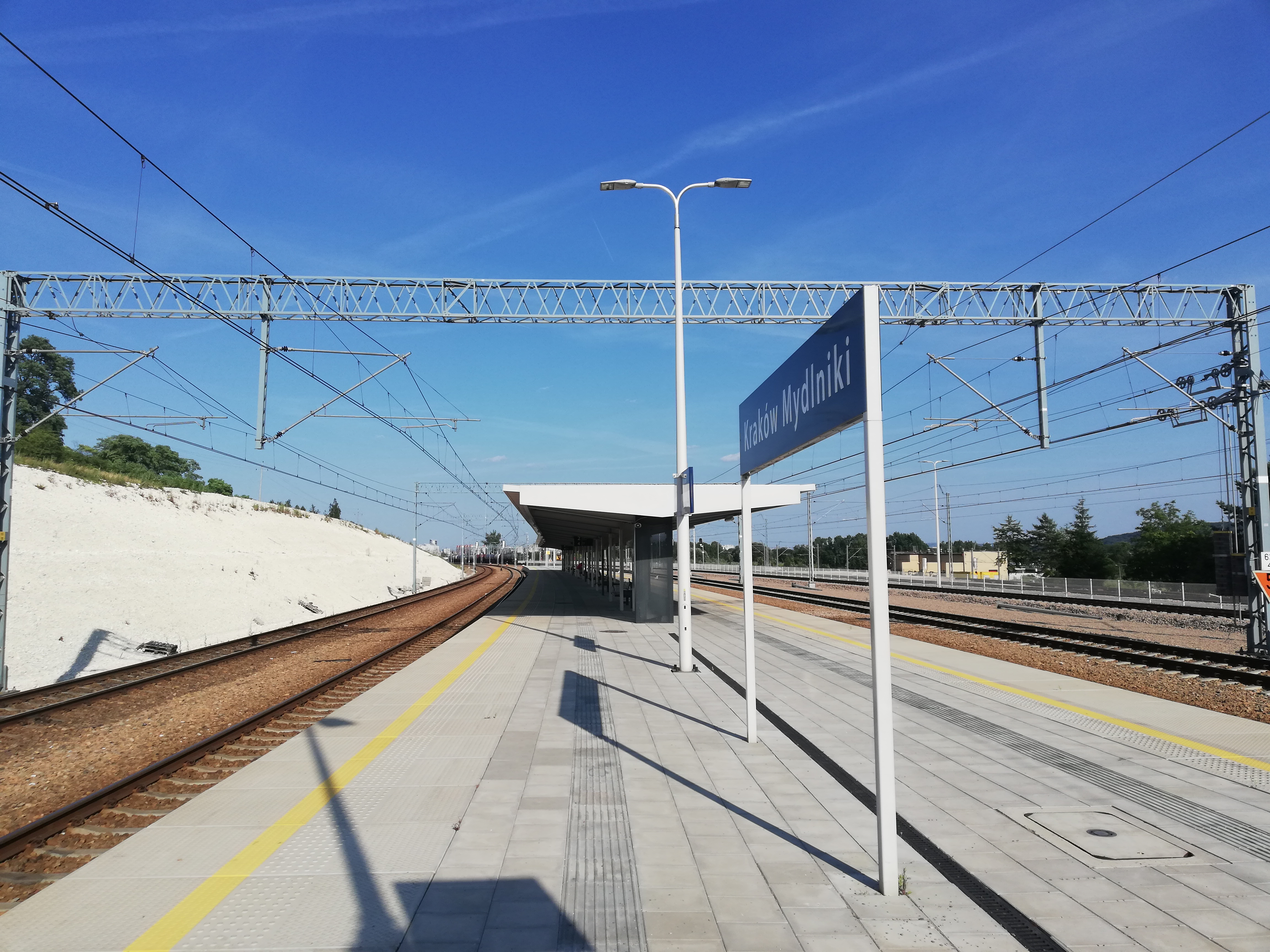
Stacja Kraków Mydlniki
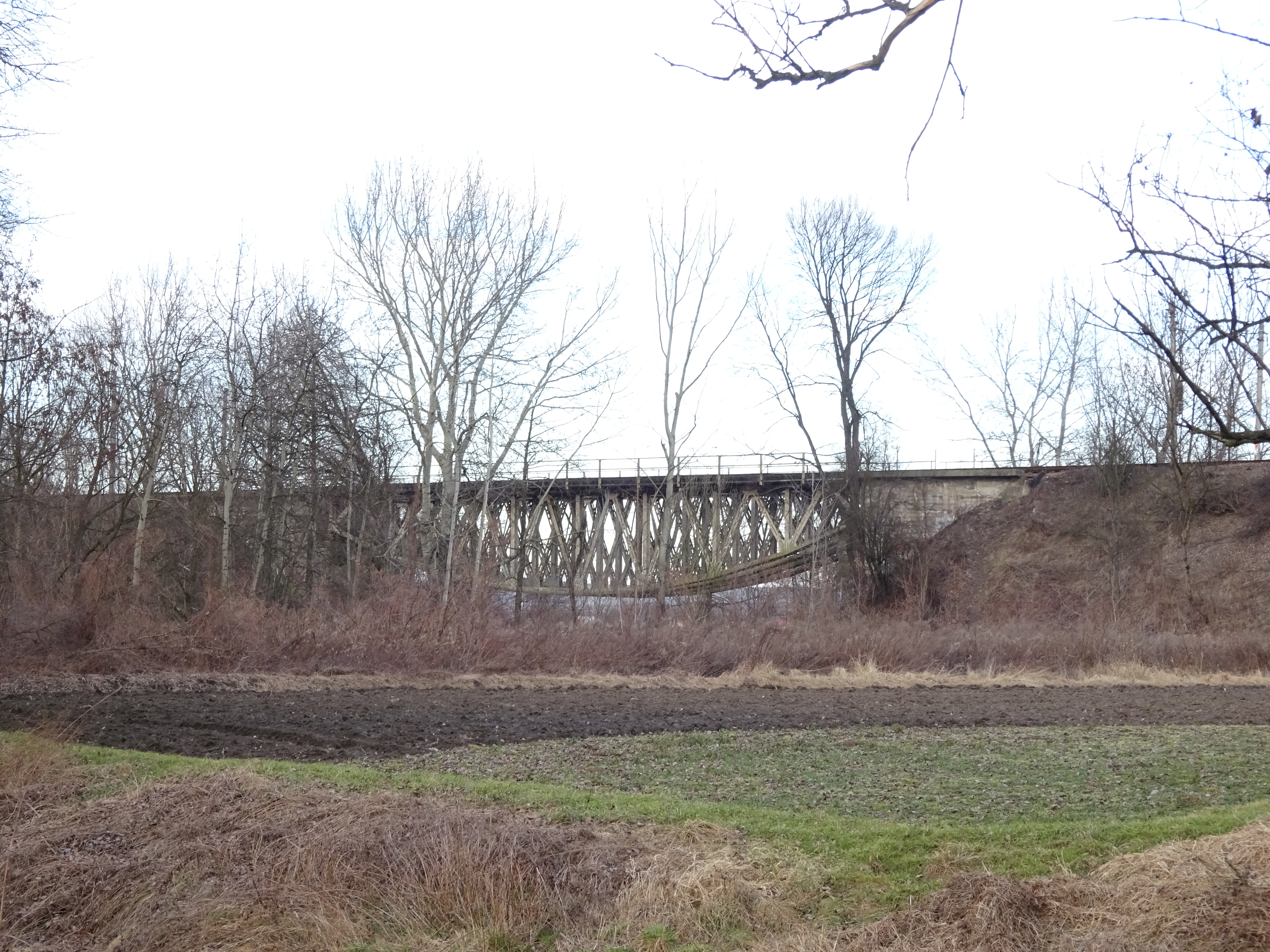
Most kolejowy nad rzeką Dłubnia w Zesławicach
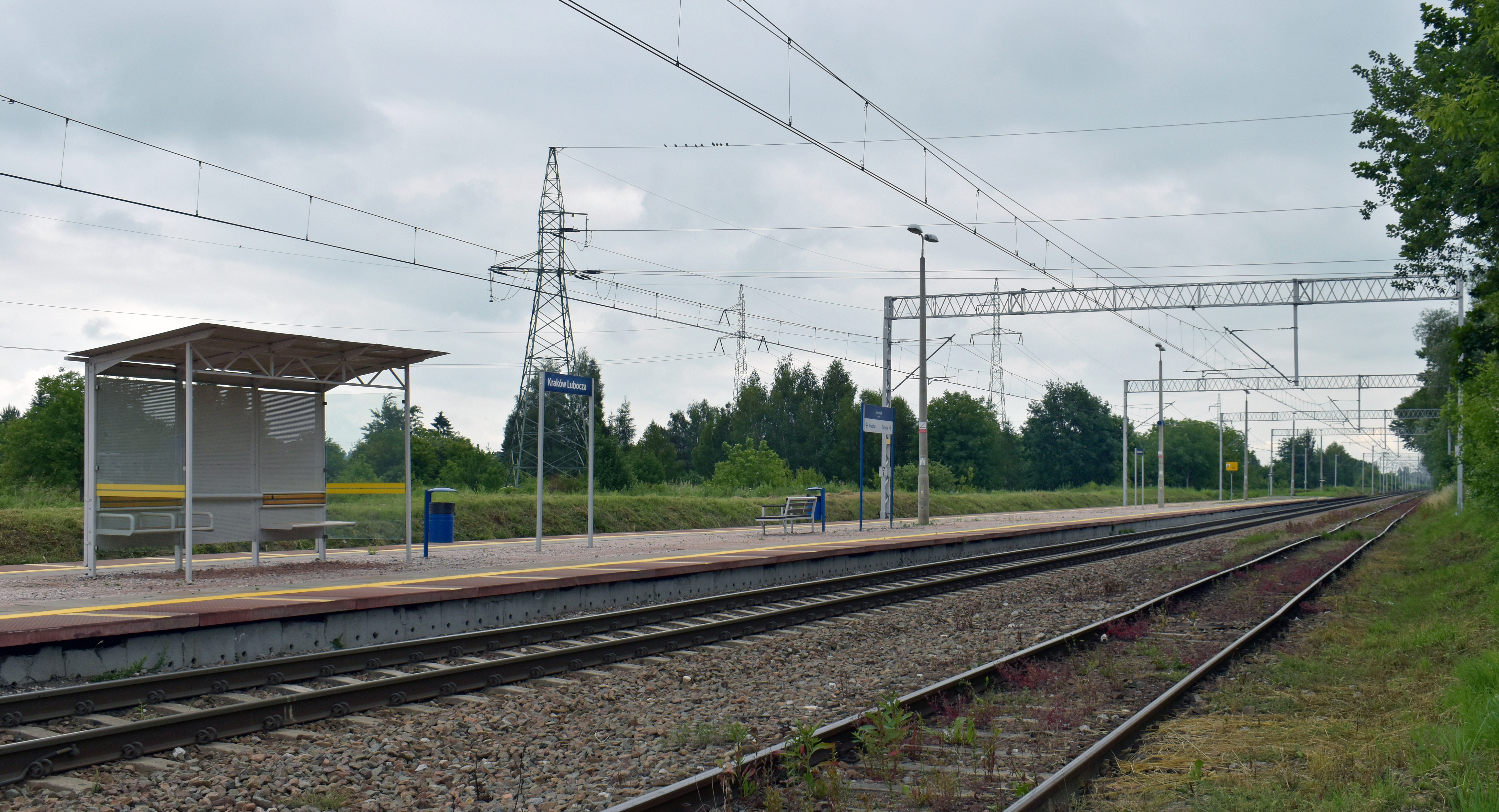
Przystanek osobowy Kraków Lubocza
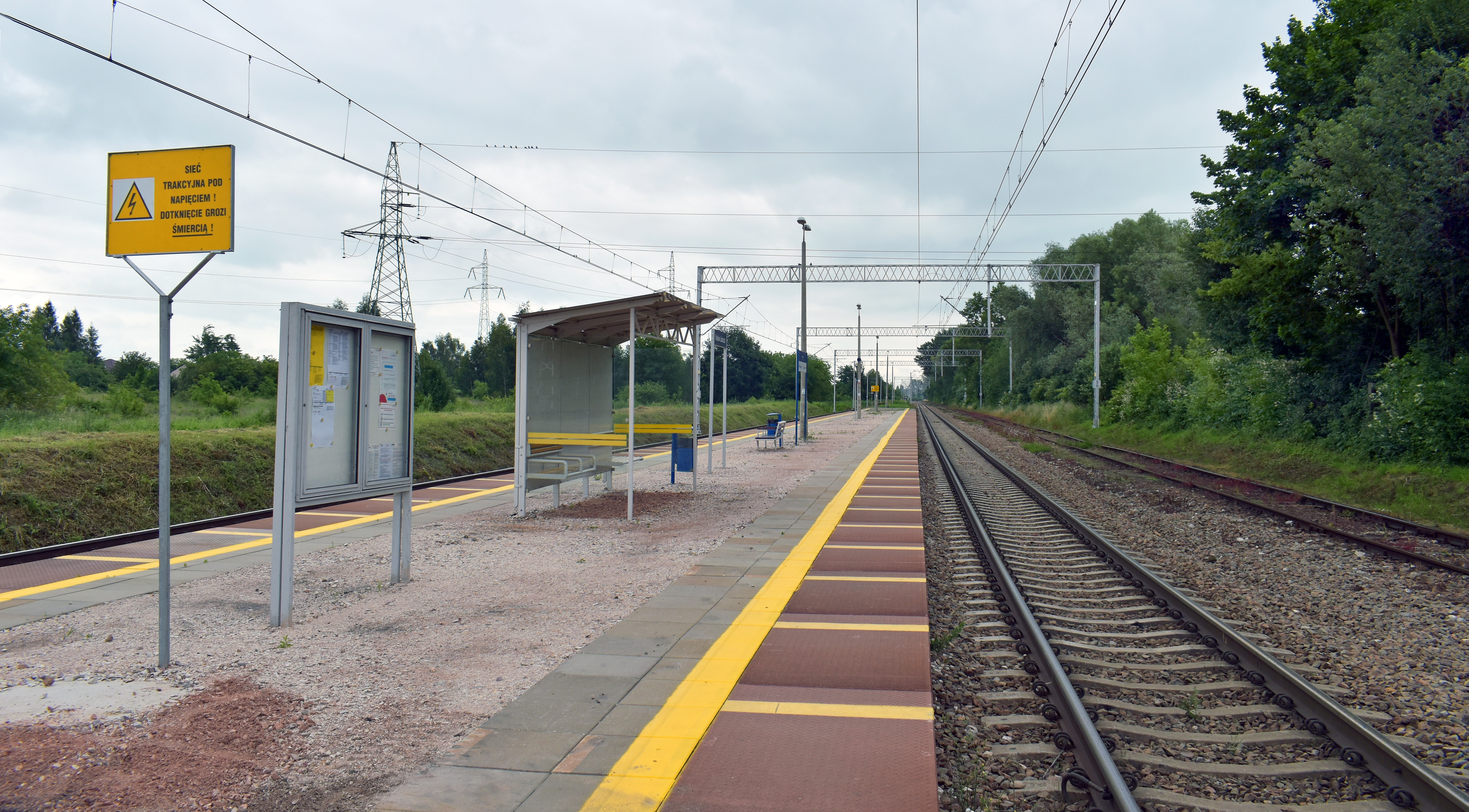
Przystanek osobowy Kraków Lubocza
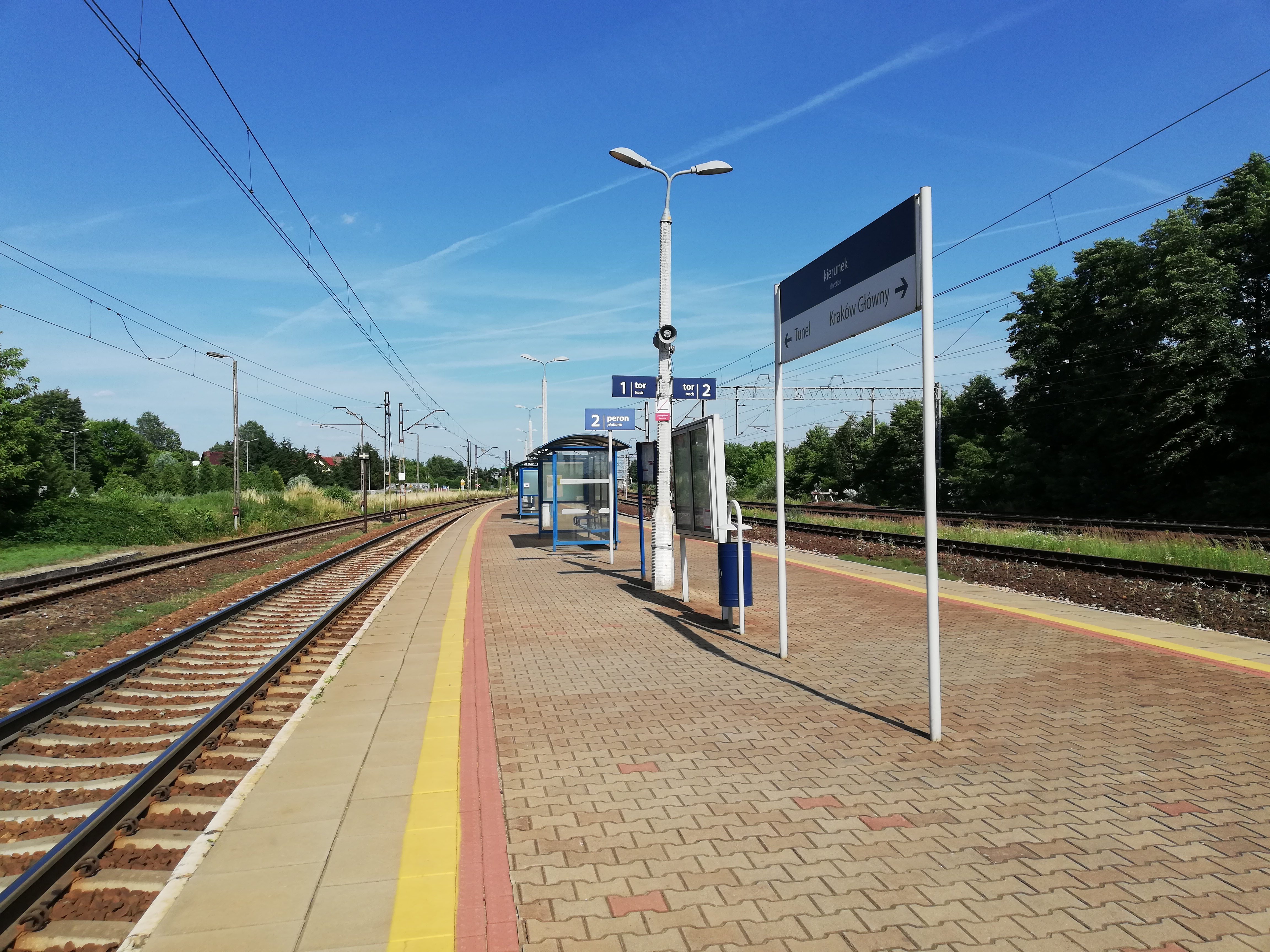
Stacja Kraków Batowice
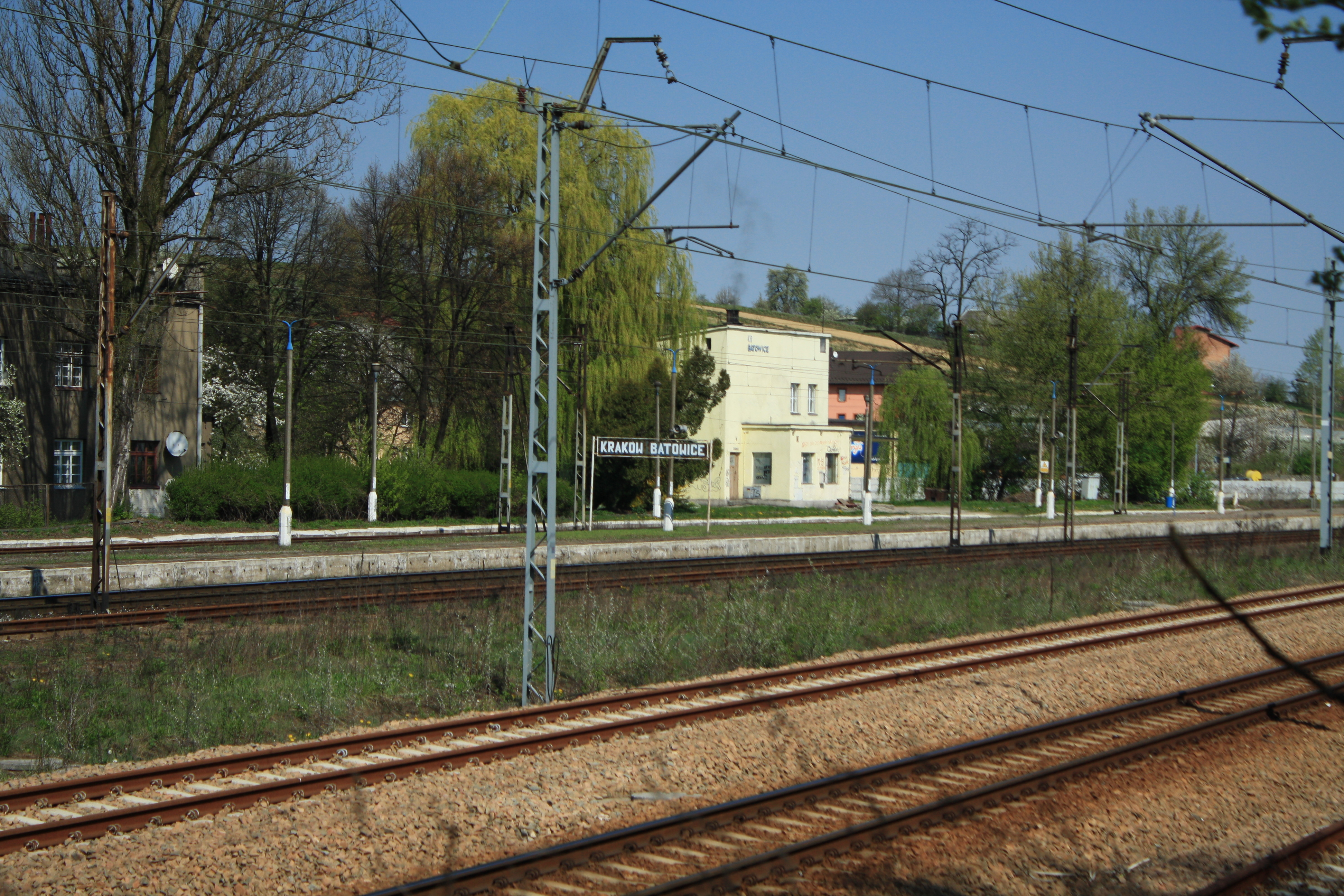
Widok na linię kolejową nr 95 w Batowicach
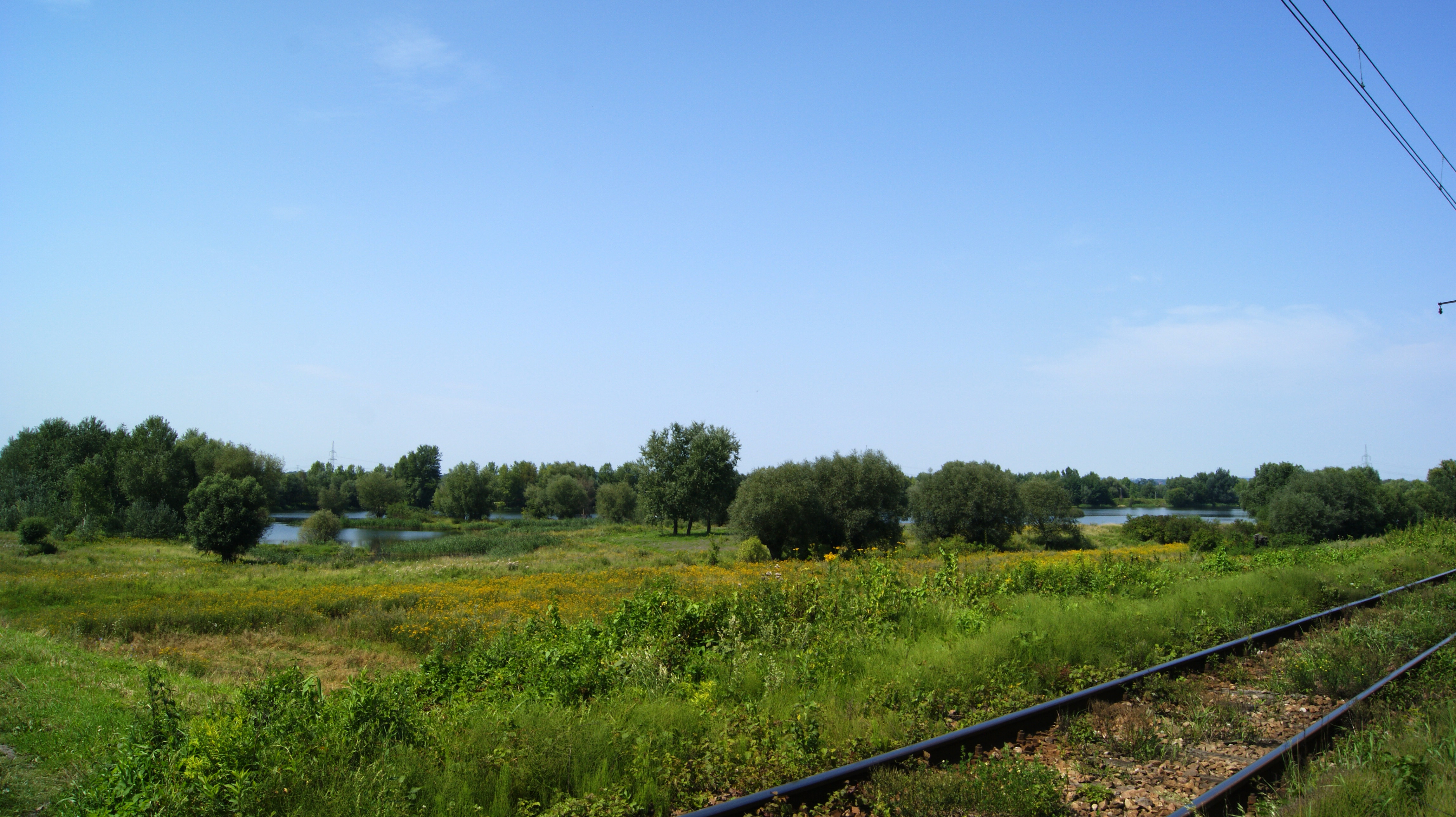
Rejon posterunku Kościelniki
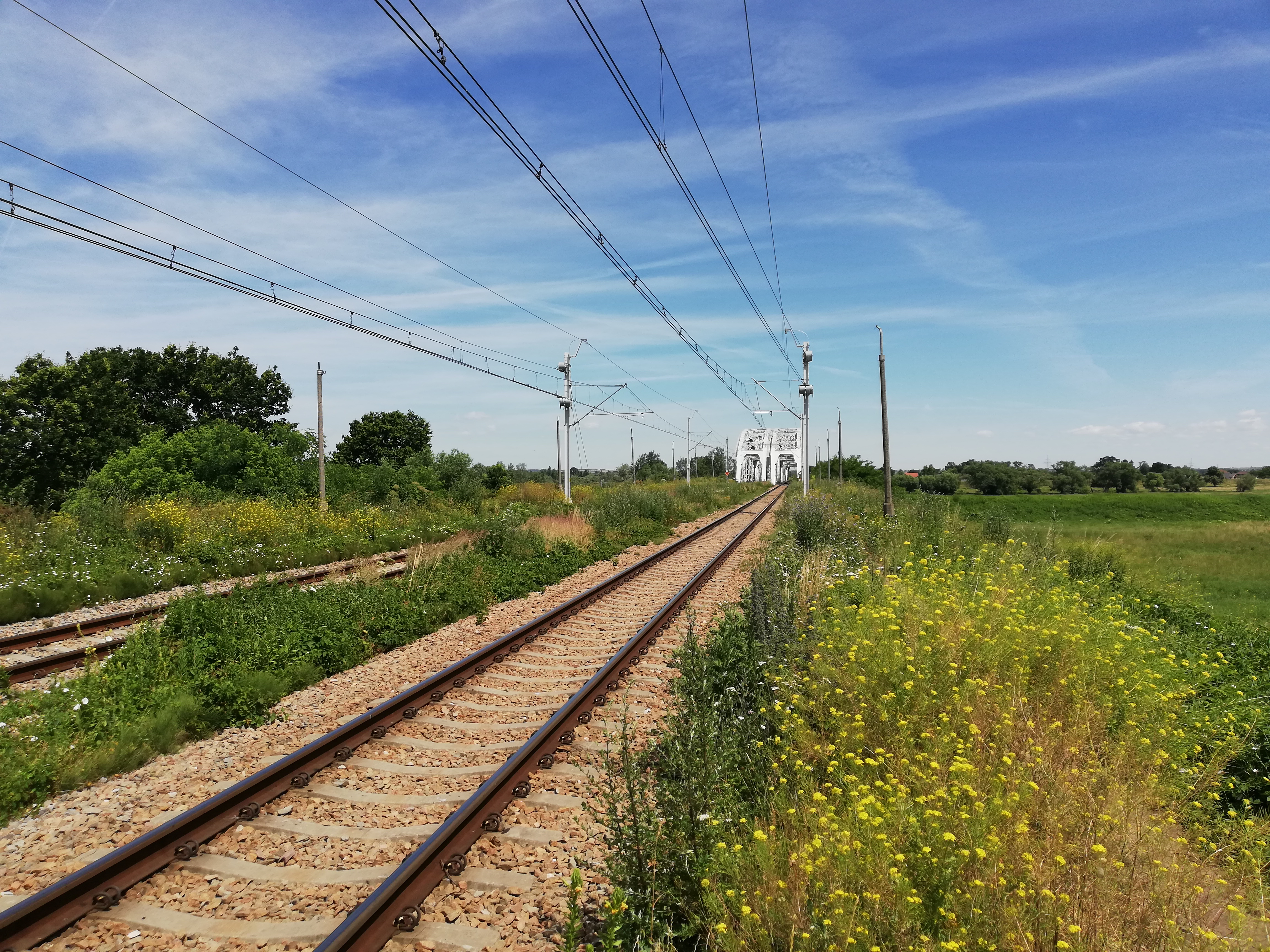
Miejsce dawnego przystanku Podgrabie Wisła
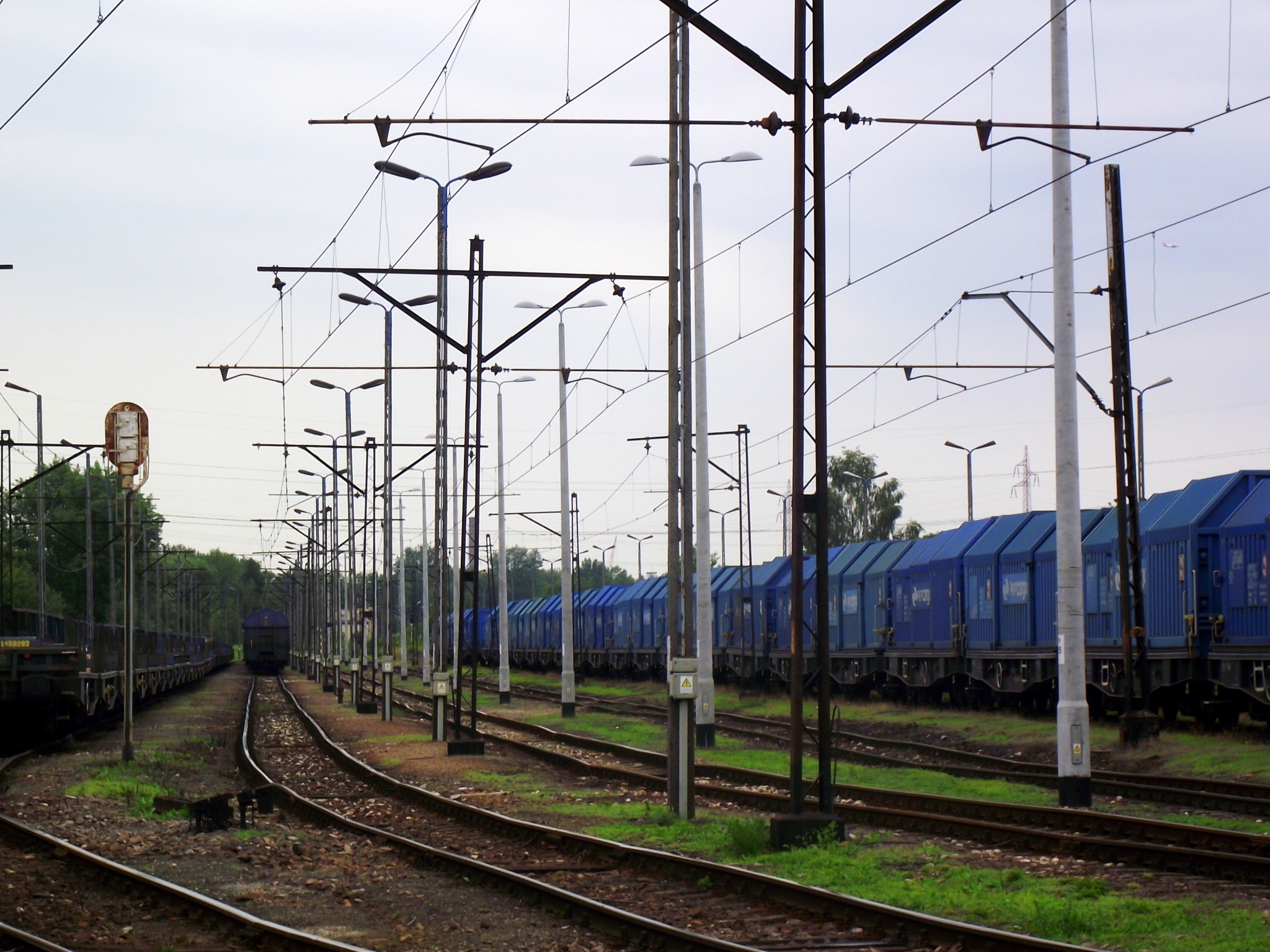
Stacja Kraków Nowa Huta, część towarowa
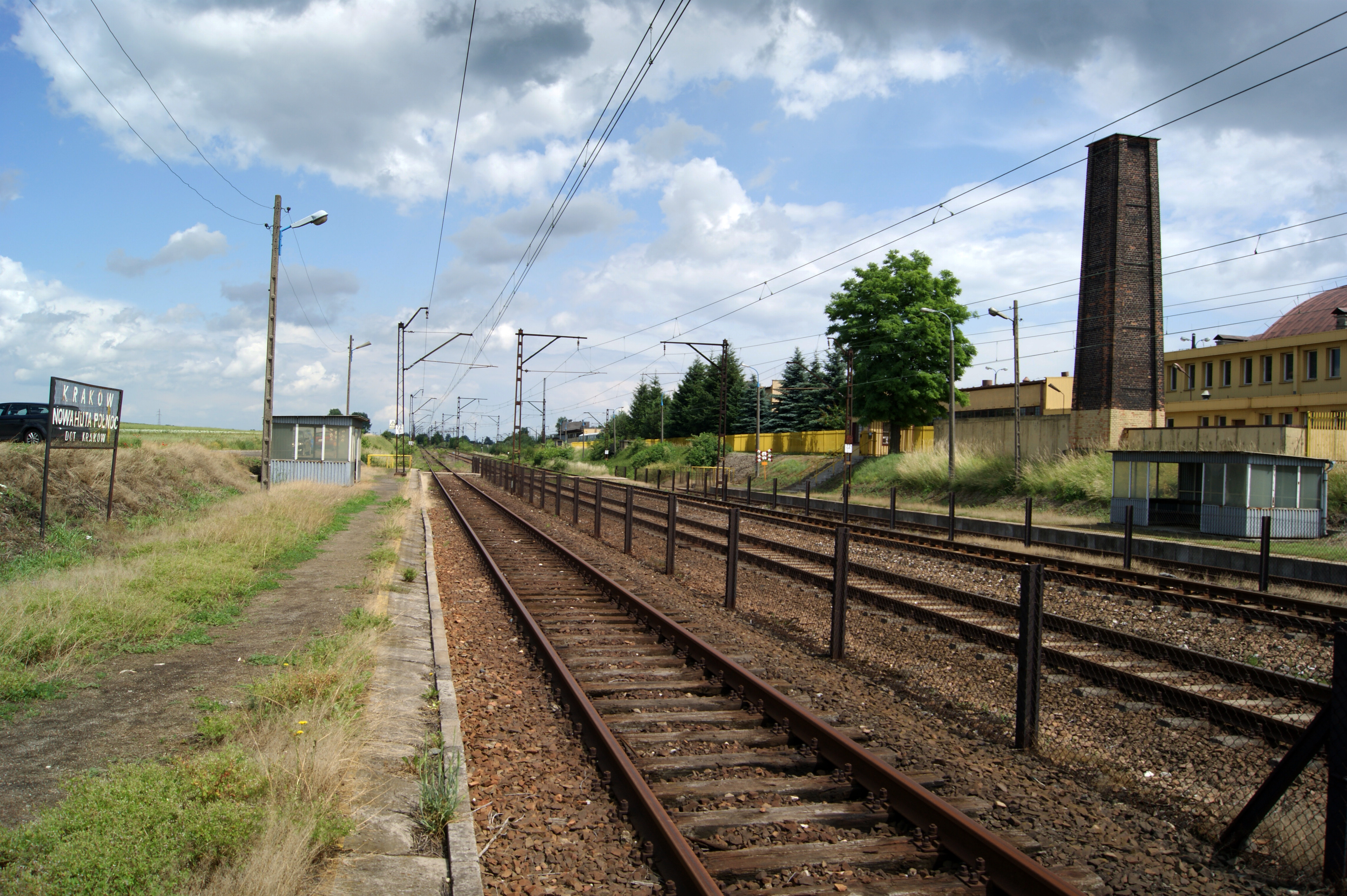
Przystanek osobowy Kraków Nowa Huta Północ
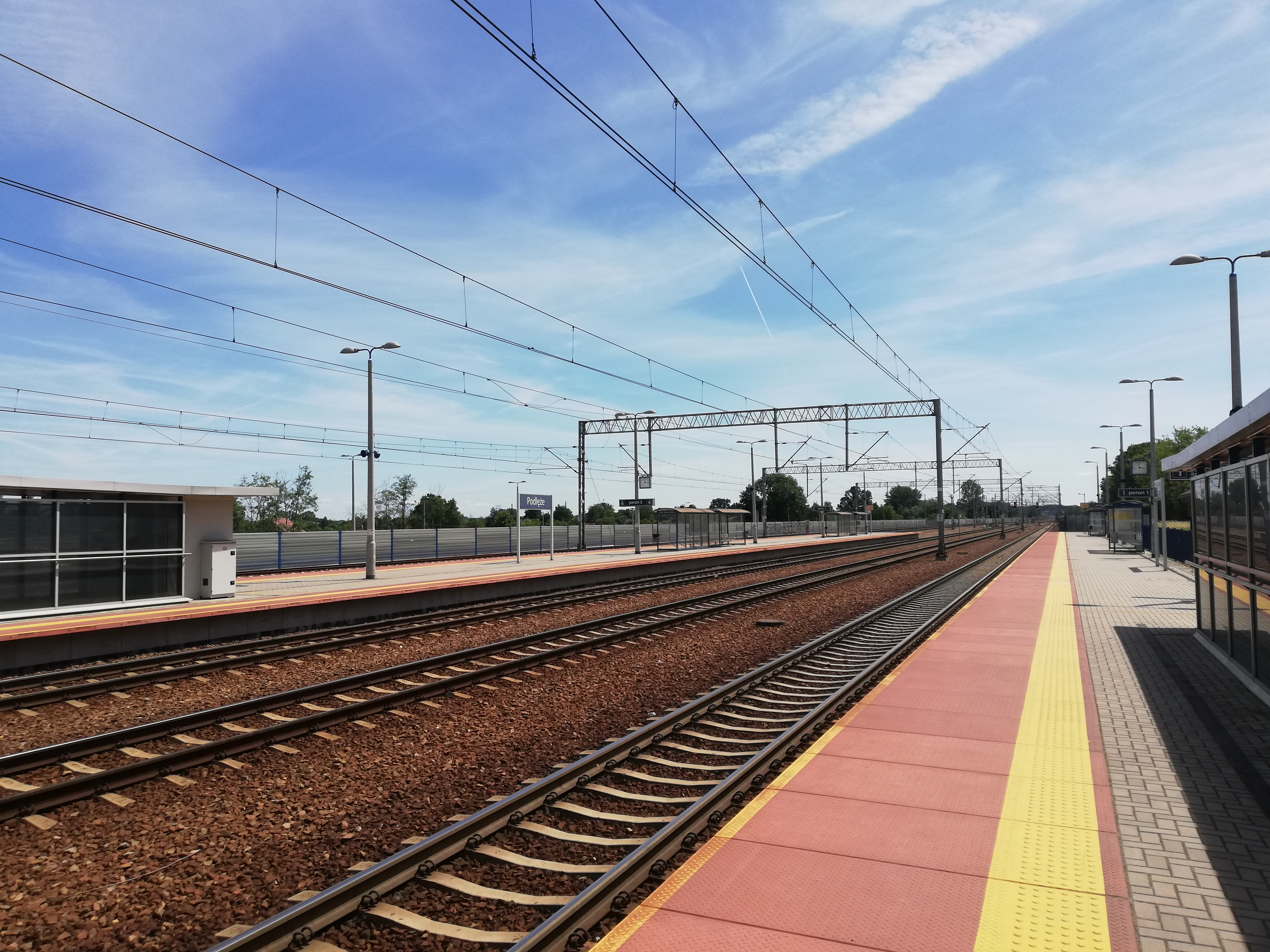
Stacja Podłęże
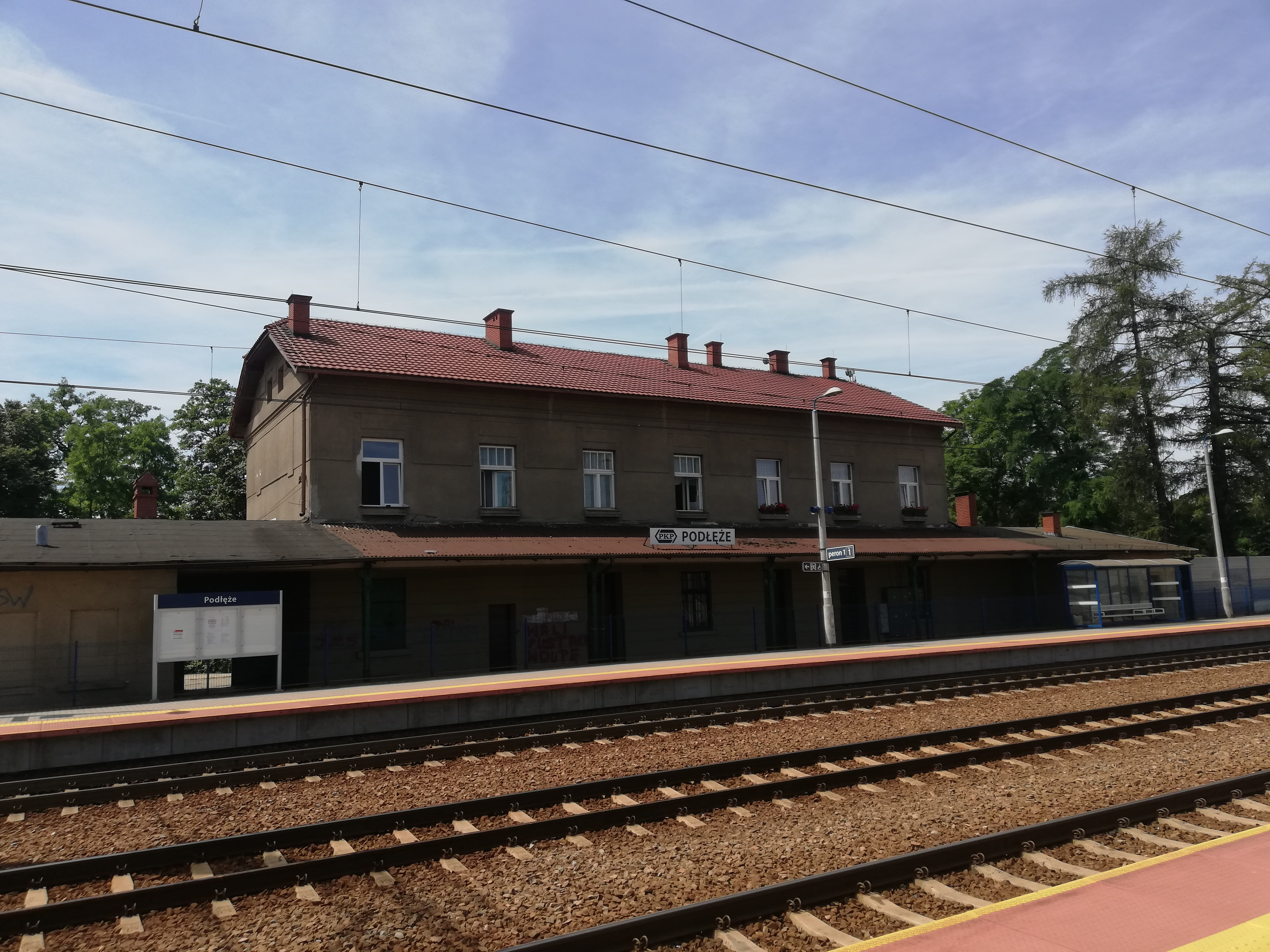
Dworzec stacji Podłęże